# 赫尔穆特·本特奥斯

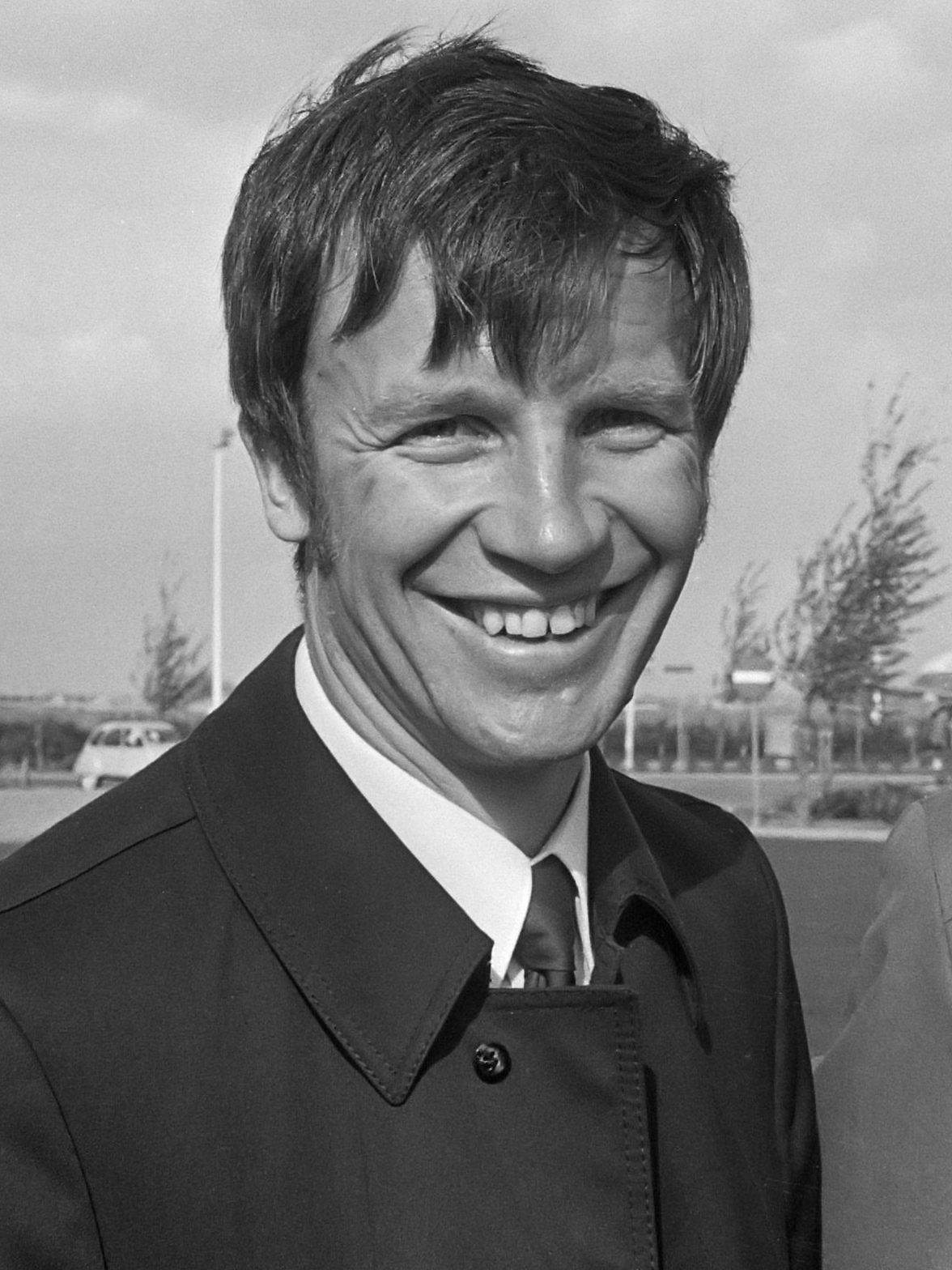
赫尔穆特·本特奥斯

赫尔穆特·本特奥斯（德語：Helmut Benthaus，1935年6月5日—）是一名德国前足球运动员及教练。